# Jean-Baptiste Drouet d'Erlon
Jean Baptiste Drouet d'Erlon (Reims, 29 de julio de 1765-París, 25 de enero de 1844) fue un destacado militar francés durante la Revolución Francesa. Ascendido a General en 1799, fue condecorado con el título de Conde de Erlon por Napoleón. Fue también gobernador general de Argelia entre 1834 y 1835 y elevado a la dignidad de mariscal de Francia en 1843.

## Biografía
D'Erlon entró en el ejército como soldado raso en 1782. Fue dado de alta después de cinco años de servicio y volvió a entrar en el ejército en 1792. En 1792, antes de la Revolución Francesa ascendió a ascendió a cabo, siendo promocionado a capitán al año siguiente. Entre 1794 y 1796 fue ayudante de campo del general Lefebre. En 1799 fue ascendido a general de brigada, y luchando bajo las órdenes de André Masséna en Suiza.
En 1810 fue nombrado como jefe en Burdeos, de la división de vanguardia del ejército de España (Ex división Dupas). Jefe del 9.º Cuerpo del ejército de España. Destinado con su Cuerpo al ejército de Portugal, a las órdenes del mariscal Masséna en Valladolid. Se reúne con el mariscal Masséna en Portugal con su Cuerpo de ejército.
En 1811 fue nombrado comandante en jefe del 5.º Cuerpo de Andalucía, en sustitución de La Tour Maubourg. Toma posesión de esta jefatura el 13 de junio de 1811. Participa en Fuentes de Oñoro. Jefe de la 5.ª división de infantería y ala derecha del ejército del Midi en España. En 1812 se bate en retirada por Córdoba y Jaén, uniéndose al ejército de Andalucía a las órdenes del mariscal Soult, y se apodera del fuerte de Chinchilla.

## Familia
En 1794, en Reims, de Erlon se casó con Marie-Anne de Rousseau<ref>(fallecida en 1828), hija de Nicolás de Rousseau, banquero, que había conocido a través de Marie-Jeanne de Rousseau la esposa de su hermano Jean-François Drouet. En la mañana de su boda en Reims fue informado de su nombramiento como auxiliar de campo del general François Lefebvre. Nacieron de su matrimonio:
- Nicolas Adolphe Drouet d'Erlon, II conde de Erlon, que casó con Therese von Baumler.
- Heloïse Drouet d'Erlon, que casó con Pierre Barrett de Masjambert.
- Napoleón Drouet d'Erlon, I barón de Erlon, que casó con Benoite Olympe Artigala